# Telefoniada
Telefoniada – teleturniej interaktywny regionalnej telewizji TVP Katowice, emitowany w latach 1990–98, wg pomysłu Bolesława Cadera i Wojciecha Majewskiego. Był to jeden z pierwszych teleturniejów interaktywnych emitowanych w publicznej telewizji w Polsce. 
W sondażu Dziennika Zachodniego z 2011 został uznany za najlepszy program tej stacji, określany bywa też jako przełomowy i kultowy.

## Produkcja
Program emitowany był na żywo z udziałem stuosobowej publiczności. Wyemitowano 600 odcinków. Program zyskał popularność, a jego oglądalność szacowano na poziomie 700 000–800 000 widzów. 
Z początku prowadzony przez dziennikarzy TVP Katowice – Edwarda Kozaka i Wojciecha Majewskiego, potem przez Bolesława Cadera. W 1998 roku wśród prowadzących program pojawili się młodzi wtedy śląscy aktorzy: Robert Talarczyk i Krzysztof Respondek.
Znak towarowy słowny „Telefoniada” funkcjonował między sierpniem 1994 a sierpniem 2004. Należał do TVP, która zastrzegła go w klasie 38. towarów i usług — emitowania programów telewizyjnych. Emisji programu TVP zaprzestała na początku 1999, a znak wygasł w 2004 roku.

## Charakterystyka programu
Jego idea opierała się na wspólnym udziale widzów zgromadzonych w studiu oraz połączonych za pomocą telefonii. Uczestnikom naprzemiennie zadawano pytania dotyczące przeprowadzonych wcześniej sondaży wśród mieszkańców Śląska. 
Uczestnicy w studiu byli losowani przez młodego chłopca, Michała Cadera (syna Bolesława Cadera). Kolejną charakterystyczną pozycję programu stanowiło losowanie nagrody za pomocą urządzenia zwanego kołem szczęścia. 
W czołówce programu wykorzystano fragment piosenki „Infinity” Guru Josha.